# Clarence McKerrow
Clarence Douglas „Clary“ McKerrow (* 18. Januar 1877 in Montreal; † 20. Oktober 1959 ebenda) war ein kanadischer Lacrosse- und Eishockeyspieler.

## Erfolge
Clarence McKerrow war bei den Olympischen Spielen 1908 in London Mitglied der kanadischen Lacrossemannschaft und spielte auf der Position eines Verteidigers. Neben ihm gehörten außerdem Patrick Brennan, Henry Hoobin, George Campbell, Gus Dillon, Richard Duckett, Tommy Gorman, Ernest Hamilton, Frank Dixon, John Broderick, George Rennie und Alexander Turnbull zum Aufgebot. Nach dem Rückzug der südafrikanischen Mannschaft wurde im Rahmen der Spiele lediglich eine Lacrosse-Partie gespielt, die zwischen Kanada und dem Gastgeber aus Großbritannien ausgetragen wurde. Nach einer 6:2-Halbzeitführung gewannen die Kanadier die Begegnung letztlich mit 14:10, sodass McKerrow ebenso wie seine Mannschaftskameraden als Olympiasieger die Goldmedaille erhielt. Auf Vereinsebene spielte er für den Montreal Lacrosse Club.
McKerrow war außerdem als Eishockeyspieler aktiv und erfolgreich. Mit Montréal AAA stand er 1895 im Finale des Stanley Cups als Spieler und gewann ihn schließlich 1902 als Spielertrainer.